# Bucatini all’amatriciana

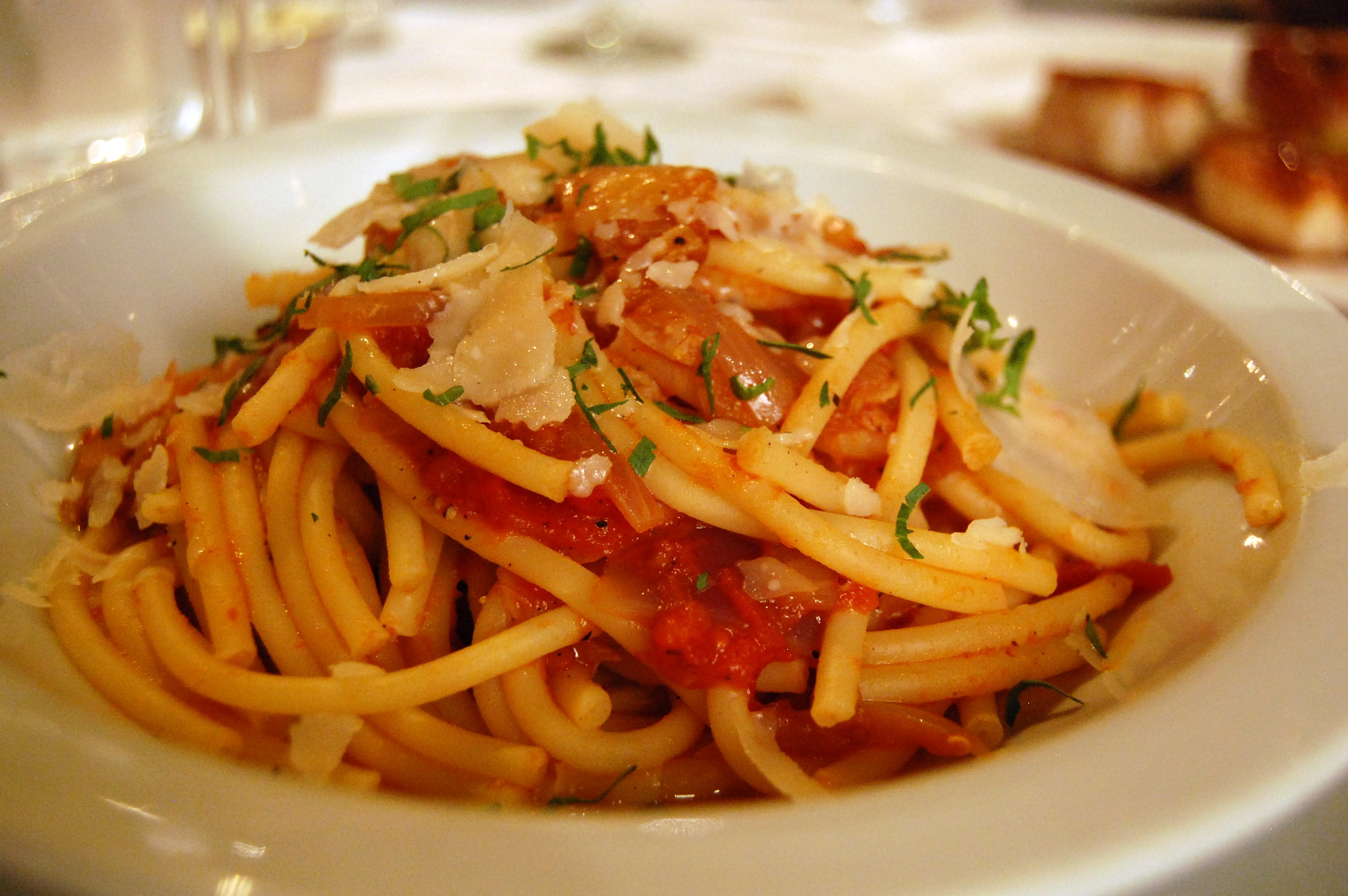
Bucatini all’Amatriciana

Bucatini all’amatriciana oder Bucatini alla matriciana (im römischen Dialekt), auch Spaghetti all’amatriciana, sind ein traditionelles Gericht der italienischen Küche aus dem Latium. Dafür wird aus Guanciale (Speck aus der Schweinebacke), Tomaten, Pecorino, Peperoncini (Chilischoten) und Olivenöl eine Sauce hergestellt und mit Pasta vermischt serviert. Zusätzlich kann das Gericht mit Zwiebeln und Weißwein verfeinert werden.
In Amatrice, nach dem die Amatriciana benannt ist, wird immer am letzten Wochenende im August die Sagra degli Spaghetti all’amatriciana ‚Volksfest der Spaghetti all’amatriciana‘ gefeiert.

## Geschichte
Die ursprüngliche Form des Nudelgerichts sind die Spaghetti alla gricia ohne Tomaten, die in den damals noch zum Königreich Neapel gehörenden Abruzzendörfern im Trontotal verbreitet war. Sie bestand aus den Zutaten, die die Hirten mit in die Berge nehmen konnten, weil sie haltbar waren, wie Hartweizennudeln und Speck, oder die sie, wie Käse, selbst herstellten.
Die Erfindung der ersten Tomatensaucen (und danach die mögliche Einführung der Tomate im gricia) stammt aus dem späten 18. Jahrhundert: Die erste Erwähnung einer Pasta mit Tomatensauce erschien 1790 im Kochbuch L’Apicio Moderno, geschrieben vom römischen Koch Francesco Leonardi. Das Rezept breitete sich in Rom während des 19. und frühen 20. Jahrhunderts durch die engen Kontakte zwischen Rom und Amatrice aus. In Rom, Rione Ponte, ist eine Gasse namens Vicolo dei Matriciani (heute Vicolo degli Amatriciani Karte) sowie ein Gasthof mit dem gleichen Namen seit dem 17. Jahrhundert dokumentiert.
In Rom wurden die Spaghetti durch Bucatini, dünne Hohlnudeln, ersetzt. Diese Version ist heute die bekannteste. In den Ursprungsorten in der Provinz Rieti wird allerdings bis heute auf der Verwendung von Spaghetti bestanden.
Am 24. August 2016 erlitt Amatrice durch ein starkes Erdbeben zwei Tage vor dem Fest Sagra degli Spaghetti all’amatriciana massive Zerstörungen mit zahlreichen Toten und Verletzten. Aus Solidarität mit den Opfern nahmen über 700 Restaurants in Italien und in aller Welt das Nudelgericht auf ihre Karte und sagten zu, zwei Euro vom Erlös jeder Bestellung an die Leidtragenden des Erdbebens zu spenden. Diese Idee des Food-Bloggers Paolo Campana verbreitete sich über Soziale Medien und wurde u. a. von Jamie Oliver und Carlo Petrini aufgegriffen. 2020 wurde das Gericht von der Europäischen Union in das Verzeichnis der garantiert traditionellen Spezialitäten eingetragen.

## Namensvariationen
Die ursprünglichen Spaghetti alla gricia stammen der Tradition nach aus dem Abruzzendorf Grisciano, einem Ortsteil von Accumoli, von dem sie ihren Namen haben.
All’amatriciana ist dagegen von dem nahen Städtchen Amatrice abgeleitet.
Die Version alla matriciana, die sich in der Aussprache von all’amatriciana nicht unterscheidet, entstand durch Aphärese, die für den römischen Dialekt typisch ist.